# 남원 실상사 증각대사탑비
남원 실상사 증각대사탑비(南原 實相寺 證覺大師塔碑)는 대한민국 전북 남원시 실상사에 있는, 증각대사 홍척을 기려 만든 비이다. 남북국 시대 신라 시대에 만들어졌으며, 대한민국의 보물 제39호로 지정되어 있다.

## 개요
실상사에 있는 증각대사의 탑비이다.
증각대사는 일명 홍척국사 ·남한조사로 불리며, 통일신라 헌강왕 때에 당나라에 들어갔다가 흥덕왕 1년(826)에 귀국한 뒤 구산선문의 하나인 실상사파를 일으켜 세운 고승이다.
비는 비몸돌이 없어진 채 현재 거북받침돌과 머릿돌만이 남아있다. 받침돌은 용의 머리를 형상화 하지 않고 거북의 머리를 그대로 충실히 따랐다. 머릿돌은 경주의 '태종무열왕릉비'계열에 속하는 우수한 조각을 보여주는데, 앞면 중앙에 '응료탑비(凝蓼塔碑)'라는 비명칭을 새겨 두었다.
9세기 중엽에 만들어진 것으로 추정되며, 경주의 신라 무열왕릉비와 같이 한국 석비의 고전적 형태를 잘 나타내고 있다. 대사의 묘탑인 남원 실상사 증각대사탑(보물 제38호)은 탑비의 뒤편 언덕에 세워져 있다.

## 같이 보기
- 실상사

## 참고 자료
- 남원 실상사 증각대사탑비 - 국가유산청 국가유산포털